# Falcivibrio
Falcivibrio es un género de bacterias de la familia de las Actinomycetaceae.